# ده تاوة مرادي (سبيدار)
ده تاوة مرادي (بالفارسية: ده تاوه مرادی) هي قرية تقع في إيران في قسم سبیدار الريفي.